# Хапоель
Хапое́ль (івр. הפועל, букв. працівник) — ізраїльська спортивна асоціація, утворена 1926 року.

## Футбольні клуби
- Хапоель (Акко)
- Хапоель (Афула)
- Хапоель (Ашкелон)
- Хапоель (Беер-Шева)
- Хапоель (Єрусалим)
- Хапоель Іроні (Кір'ят-Шмона)
- Хапоель (Кфар-Сава)
- Хапоель (Ноф-ха-Галіль)
- Хапоель (Петах-Тіква)
- Хапоель (Раанана)
- Хапоель (Рамат-Ган)
- Хапоель (Рамат-ха-Шарон)
- Хапоель (Тель-Авів)
- Хапоель (Хадера)
- Хапоель (Хайфа)